# Nationale Partij Suriname
De Nationale Partij Suriname (NPS) is een Surinaamse sociaaldemocratische politieke partij, en was lange tijd de grootste politieke partij, die meer dan 40 jaar deel uitmaakte van verschillende coalitiekabinetten. De partij is opgericht op 29 september 1946, door onder andere Johan Ferrier. De achterban van de partij bestaat voornamelijk uit Creolen. Het hoofdkantoor bevindt zich in Grun Dyari in het centrum van Paramaribo. De zusterpartij van de NPS in Nederland is GroenLinks. De NPS heeft ook een afdeling in Nederland, het Platform Frambo Nederland. "Frambo" betekent fakkel in het Sranantongo, verwijzend naar de fakkel in het logo van de partij.

## Geschiedenis
In 1955 scheidde 8 NPS leden zich af en richtten de Surinaamse Democratische Partij (SDP) op. In 1967 gebeurde hetzelfde toen ook enkele leden zich afgescheiden hadden en de Progressieve Nationale Partij (PNP) oprichtten. De NPS kreeg tijdens het bestuur van Pengel de bijnaam "Mama Krioro Partij".
In 1973 vormde de NPS een coalitie met de creoolse Partij Nationalistische Republiek (PNR), de katholieke creoolse Progressieve Surinaamse Volkspartij (PSV) en de javaanse KTPI; onder de naam Nationale Partij Kombinatie (NPK). NPS-voorzitter Henck Arron was de lijsttrekker. De NPK won de verkiezingen van dat jaar en Arron kondigde aan dat Suriname voor het eind van 1975 onafhankelijk zou worden. Dit was een kabinet zonder een Hindoestaanse partij, die op dat moment tegen de onafhankelijkheid waren. 
De NPK won ook in 1977 de verkiezingen, Arron vormde opnieuw een kabinet. Dit kwam in 1980 in conflict met de militairen die vervolgens een staatsgreep pleegden: de Sergeantencoup.
Na de militaire dictatuur keerde de NPS pas in 1987 weer in het centrum van de macht terug. Front voor Democratie en Ontwikkeling, waar de NPS onderdeel van was, behaalde 41 van de 51 zetels. Na de verkiezingen werd Ramsewak Shankar president en Arron werd vicepresident. Aan deze regering kwam vroegtijdig een einde door de telefooncoup.
Bij de verkiezingen van 1991 won de NPS en Ronald Venetiaan werd voor de eerste keer president van Suriname. Na de verkiezingen van 1996 kwam de NPS in de oppositie terecht toen de Nationale Democratische Partij van Desi Bouterse en Jules Wijdenbosch de grote winnaars waren.

### Eind jaren 1990
In de nasleep van de voor de NPS teleurstellende uitkomst van de regeringsformatie ontstond er in juli 1997 verdeeldheid over de kandidatenlijst voor een nieuw hoofdbestuur. Deze onenigheid was het meest zichtbaar binnen de afdeling-Paramaribo, de grootste van de elf NPS-afdelingen. Een meerderheid van 26 kernen zette het bestuur onder leiding van Erwin Lelie af en verving het door een voorlopig bestuur onder leiding van Jules Anches. De nieuwe voorzitter zou gevraagd worden om op de congresvergadering van 19 oktober te stemmen op de kandidatenlijst waarop na beoogd voorzitter Venetiaan de naam van Arti Jessurun als ondervoorzitter prijkte. Dit was binnen de NPS een omstreden lijst, die opgesteld was in reactie op de lijst van het partijestablishment. Daarop was achter Venetiaan als voorzitter Otmar Rodgers als ondervoorzitter gepositioneerd. De lijsten illustreerden de tweedeling in de partij. Venetiaan had alleen de lijst bewilligd waarop hij met Rodgers als ondervoorzitter figureerde.
Het hoofdbestuur had twee keer met de voorzitters van de afdelingsbesturen vergaderd met de bedoeling een consensuslijst op te stellen. Dit had niet het beoogde resultaat opgeleverd. Nadat vijf van de voorzitters niet meer waren komen opdagen, hadden de zes overgebleven voorzitters hun lijst ingediend bij het hoofdbestuur. Aan de hand hiervan had het hoofdbestuur de kandidatenlijst samengesteld. In antwoord hierop suggereerden de voorzitters die zich afzijdig hadden gehouden een commissie van wijze mannen te vragen een consensuslijst op te stellen. Het congresbestuur had dit voorstel afgewezen. Naar het oordeel van het bestuur was dit plan gefabriceerd door ‘een werkarm van de NDP in de NPS’.
Partijvoorzitter Venetiaan sprak van een onwettige afdelingsvergadering in Paramaribo en meende dat vier voorzitters van de vijf afdelingen die Jessurun als ondervoorzitter zouden steunen, hadden gehandeld zonder hun achterban te hebben geraadpleegd. Venetiaan wilde in gesprekken met de afdelingsvoorzitters komen tot een consensuslijst. In een ingezonden brief in De Ware Tijd weersprak hij de analyse van de hoofdredactie van deze krant. Deze had gesteld dat de NPS bezig was uit elkaar te vallen. Volgens Venetiaan was dit overdreven. Het ging om een verkiezingsstrijd binnen de partij, niet om groepen aanhangers die zich in nieuwe partijen wensten op te splitsen.
De kritiek op Venetiaan luidde dat hij moeilijk toegankelijk was en niet alle top-NPS’ers kende in belangrijke beslissingen die hij nam. In het landsbestuur, maar zeker binnen de partij waaraan hij leidinggaf, wenste hij moreel-ethische principes hoog te houden. Hij sloot op voorhand samenwerking met de NDP uit en nam een kritische houding aan ten aanzien van de handelselite in de VHP. Dat deze factie zich na de verkiezingen van 1996 had afgescheiden van de VHP en als BVD een coalitie was aangegaan met de KTPI en de NDP bewees voor hem dat bepaalde belangengroepen er niet voor terugdeinsden politiek opportunisme en ongebreideld kapitalisme op een verwerpelijke manier met elkaar te verbinden. Deze moreel-ethische principes lagen ook ten grondslag aan Venetiaans verzet tegen verdere samenwerking met Arti Jessurun. Laatstgenoemde was ondervoorzitter van de NPS geweest, maar had voor alle partijfuncties bedankt toen in augustus 1993 zijn betrokkenheid was uit gekomen bij de Begro-Insulaire-affaire. In ruil voor het aanwenden van zijn politieke invloed had hij tonnen aan Nederlandse guldens ontvangen van Insulaire Handelsvereniging en Wagenaar Begro.

### 2000-heden
Bij de verkiezingen van 2000 ging de NPS een coalitie aan met de Vooruitstrevende Hervormings Partij (VHP), de Pertjajah Luhur (PL) en de Surinaamse Partij van de Arbeid (SPA). Als Nieuw Front had de politieke combinatie 33 zetels, waarvan 16 voor de NPS, 7 voor de VHP, 6 voor Pertjajah Luhur en 4 voor de SPA. Doordat de NPS de meeste zetels in het Nieuw Front had, mochten zij de president voordragen; Ronald Venetiaan werd opnieuw president. Ook bij de verkiezingen van 2005 won Nieuw Front (deze keer met 41,2 %). Ronald Venetiaan werd voor de derde keer president.
Tijdens de verkiezingen van 2010 behaalde de NPS 4 zetels, en kwam in de oppositie terecht. Op 17 juni 2012 werd Ronald Venetiaan opgevolgd door Gregory Rusland als partijvoorzitter.
Tijdens de verkiezingen van 2015 deed de NPS mee in de alliantie V7. Chan Santokhi (VHP) werd door V7 naar voren geschoven als de presidentskandidaat. De alliantie behaalde 18 zetels; waarvan 2 zetels naar de NPS gingen.
De NPS stelde in alle districten kandidaten tijdens de verkiezingen van 2020 en verwierf drie zetels. De partij maakte eerst deel uit de regering-Santokhi, maar stapte daar in 2023 uit. Sindsdien sluit partijvoorzitter Gregory Rusland samenwerking met de NDP van Desi Bouterse niet uit, maar keurt amnestie voor de veroordeelde en gevluchte Bouterse niet uit. De NDP, en met name de regeringen Bouterse (2010-2020 en ervoor), worden verantwoordelijk gehouden voor de diepe economische crises in Suriname.
Na de verkiezingen van 2025 leverde de NDP met Jennifer Simons de president en de NPS met Gregory Rusland de vicepresident.

## Organisatie
De NPS wordt bestuurd door de partijstructuren, waaronder het hoofdbestuur met 15 leden, en het congresbestuur van 7 leden. De partijstructuren worden elke 4 jaar gekozen.
De huidige structuren, verkozen in 2020, bestaan uit:
| Hoofdbestuur         | Hoofdbestuur          | Hoofdbestuur              | Congresbestuur        |
| 2020                 | 2016                  | 2012                      | 2020                  |
| -------------------- | --------------------- | ------------------------- | --------------------- |
| Gregory Rusland      | Gregory Rusland       | Gregory Rusland           | Daniëlle Beeldsnijder |
| Jerrel Pawiroredjo   | Jerrel Pawiroredjo    | Ruth Wijdenbosch          | Rugia Bergraaf        |
| Patricia Etnel       | Patricia Etnel        | Murwin Leeflang           | Sjachnaz Pengel       |
| Dorothy Hoever       | Dorothy Hoever        | Hesdy Pigot               | Dayanand Dwarka       |
| Hesdy Pigot          | Hesdy Pigot           | Kortencia Sumter-Griffith | Mario Vermeer         |
| Irshaad Fatehmahomed | Irshaad Fatehmahomed  | Orpheu Marengo            | Rachele Giddings      |
| Roseline Daan        | Roseline Daan         | Ronny Oemar               | Hans Breeveld         |
| Andy Sie Lau         | Andy Sie Lau          | Jerrel Pawiroredjo        |                       |
| Ronny Oemar          | Ronny Oemar           | Remi Pollack              |                       |
| Monique Sowidjojo    | Leendert Abauna       | Ruth Renfurm-Coutinho     |                       |
| Sharisa Kensmil      | Orpheu Marengo        | Carmelita Ferreira        |                       |
| Haroen Daha          | Silenta Neslo         | Arthur Tjin-A-Tsoi        |                       |
| Saskia Nahar         | Ruth Renfurm-Coutinho | Frans Banai               |                       |
| Michel Felisi        | Wayne Telgt           |                           |                       |
| Rodney Revales       |                       |                           |                       |

## Verkiezingsuitslagen
| Verkiezingsjaar | Partijvoorzitter        | Kandidatenlijst | Aantal stemmen | % van de stemmers | Aantal behaalde zetels | Regeringsdeelname                |
| --------------- | ----------------------- | --------------- | -------------- | ----------------- | ---------------------- | -------------------------------- |
| 1949            | Gerard van der Schroeff | Kandidatenlijst |                |                   | 13 / 21                | De Miranda                       |
| 1951            |                         | Kandidatenlijst |                |                   | 13 / 21                | Drielsma-Buiskool-Alberga-Currie |
| 1955            | Eugene Doelwijt         | Kandidatenlijst |                |                   | 2 / 21                 | -                                |
| 1958            | Eugene Doelwijt         | Kandidatenlijst |                |                   | 9 / 21                 | Emanuels                         |
| 1963            | Johan Adolf Pengel      | Kandidatenlijst |                |                   | 14 / 36                | Pengel I                         |
| 1967            | Johan Adolf Pengel      | Kandidatenlijst | 61.085         | 29,49             | 17 / 39                | Pengel II                        |
| 1969            | Johan Adolf Pengel      | Kandidatenlijst | 55.482         | 27,19             | 11 / 39                | -                                |
| 1973            | Henck Arron             | Kandidatenlijst |                |                   | 13 / 39                | Arron I                          |
| 1977            | Henck Arron             | Kandidatenlijst |                |                   | 15 / 39                | Arron II                         |
| 1987            | Henck Arron             | Kandidatenlijst |                |                   | 15 / 51                | Shankar                          |
| 1991            | Henck Arron             | Kandidatenlijst |                |                   | 12 / 51                | Venetiaan I                      |
| 1996            | Ronald Venetiaan        | Kandidatenlijst | 33.601         | 19,41             | 9 / 51                 | -                                |
| 2000            | Ronald Venetiaan        | Kandidatenlijst | 37.469         | 20,43             | 16 / 51                | Venetiaan II                     |
| 2005            | Ronald Venetiaan        | Kandidatenlijst | 35.457         | 16,80             | 8 / 51                 | Venetiaan III                    |
| 2010            | Ronald Venetiaan        | Kandidatenlijst | 29.452         | 12,40             | 4 / 51                 | -                                |
| 2015            | Gregory Rusland         | Kandidatenlijst | 16.049         | 12,40             | 2 / 51                 | -                                |
| 2020            | Gregory Rusland         | Kandidatenlijst | 32.394         | 11,79             | 3 / 51                 | Santokhi (2020-2023)             |
| 2025            | Gregory Rusland         | Kandidatenlijst |                |                   | 6 / 51                 | Simons                           |

## Partijvoorzitters
- 1946–1950: Gerard van der Schroeff (4 jaar)
- 1950–1951: Frederik Lim A Po (1 jaar)
- 1951–1952: Emile de la Fuente (1 jaar)
- 1952–1953: Alwin de Boer (1 jaar)
- 1953–1962: Eugene Doelwijt (9 jaar)
- 1962 - 5 juni 1970: Johan Adolf Pengel (8 jaar)
- 30 september 1970 – 25 april 1993: Henck Arron (22 jaar, 6 maanden en 26 dagen)[13]
- 25 april 1993 – 17 juni 2012: Ronald Venetiaan (19 jaar, 1 maand en 23 dagen)
- 17 juni 2012 – heden: Gregory Rusland (10 jaar en 9 maanden)

## NPS-parlementsleden
2020-2025
- Gregory Rusland
- Patricia Etnel
- Ivanildo Plein

2015-2020
- Gregory Rusland
- Patricia Etnel
- Marlon Budike (vanaf 4 december 2018)

2010-2015
- Ronald Venetiaan (tot 22 november 2013)
- Hesdy Pigot (vanaf 22 november 2013)
- Ruth Wijdenbosch
- Patrick Kensenhuis
- Arthur Tjin-A-Tsoi

2005-2010
- Otmar Rodgers
- Ronald Venetiaan (tot 1 september 2005)
- Adiel Kallan (vanaf 1 september 2005)
- Ruth Wijdenbosch
- Orphue Marengo
- Frankel Brewster
- Carmelita Ferreira
- Ortwin Cairo
- Leendert Abauna

2000-2005
- Otmar Rodgers (Paramaribo)
- Ronald Venetiaan (Paramaribo)
- Ruth Wijdenbosch (Paramaribo)
- Wim Bakker (Paramaribo)
- Adiel Kallan (Paramaribo)
- Arnold Kruisland (Wanica)
- Carmelita Ferreira (Nickerie)
- Harold Bendt (Coronie)
- Ronaid Thomas (Marowijne)
- Cornelis Kingswijk (Marowijne)
- Ronald Karwofodi (Para)
- Ludwig Fonkel (Brokopondo)
- Walter Bonjaski (Sipaliwini)
- Leendert Abauna (Sipaliwini)
- Kortencia Sumter-Griffith
- Ewald Joemrati (Paramaribo) (vanaf 15 november 2001)
- Percy Stijfmeyer (Para)
- Lision Wens (Brokopondo)

## Bekende NPS-politici
- Henck Arron; hij werd in 1961 bestuurslid van de NPS en werd in 1970 voorzitter
- Wim Bakker, prominent partijlid, activist en musicus van de Grun Dyari Band
- Archibald Currie; Statenlid, minister, premier en eerste Surinamer die Gouverneur van Suriname was
- Ivan Fernald; van 2005 tot 2010 minister van Defensie
- Johan Ferrier; behoorde in 1946 tot de oprichters van de NPS; sinds 1949 parlementslid voor de NPS
- David Findlay; sinds 1949 parlementslid voor de NPS
- Harry Kensmil; minister van Natuurlijke Hulpbronnenen en Energie van 1986 tot 1988
- Johannes Kraag; werd na de telefooncoup van 1990 door de militairen naar voren geschoven als president
- Arnold Kruisland
- Lygia Kraag-Keteldijk; van 2005 tot 2010 minister van Buitenlandse Zaken
- Marie Levens; van 2000 tot 2005 minister van Buitenlandse Zaken
- Lou Lichtveld, beter bekend als de schrijver Albert Helman; sinds 1949 parlementslid voor de NPS; was van 1949 tot 1951 minister van Onderwijs en Volksgezondheid
- Walter Lim A Po sinds 1958 parlementslid voor de NPS
- Henk van Ommeren; sinds 1949 parlementslid voor de NPS
- Johan Adolf Pengel; minister en premier; sinds 1949 parlementslid voor de NPS
- Jules Sedney van 1958 parlementslid voor de NPS
- Eddy Sedoc; minister van Buitenlandse Zaken
- Arthur Tjin-A-Tsoi; van 2010 tot 2015 parlementslid voor de NPS
- Just Rens (1916-1981); van 1951 tot 1966 statenlid, en minister van Opbouw
- Gregory Rusland; minister van Natuurlijke Hulpbronnen van 2005 tot 2010; is sinds 17 juni 2012 de voorzitter van de NPS
- Gerard van der Schroeff; sinds 1949 parlementslid voor de NPS
- Ronald Venetiaan; werd in 1991 president; werd in 2000 en 2005 opnieuw herkozen; was van 1993 tot 2012 voorzitter van de NPS; van 2010 tot 2012 parlementslid voor de NPS
- Ruth Wijdenbosch (18 juni 1947-); sinds 2005 parlementslid voor de NPS